# Abu l-Khattab Muhammad
Abu l-Kattab Muhammad ibn Abi Zaynak Meklas al-Ajda al-Asadi fou el fundador de la secta xiïta dels kattabiya considerada extremista.
Era nadiu de Kufa i fou un dai (missioner) ismaïlita. El 755/756 tenia uns 70 seguidors que foren atacats per orde del governador de Kufa Isa ibn Musa (que fou governador fins a 764/765) i trenta dels homes foren morts i la resta capturats. Abu l-Kattab fou fet presoner i crucificat a Dar al-Rezq a la riba de l'Eufrates junt amb alguns seguidors.